# Eparchia di Mar Addai di Toronto
L'eparchia di Mar Addai di Toronto dei Caldei (in latino Eparchia Sancti Addai in urbe Torontina) è una sede della Chiesa cattolica caldea in Canada immediatamente soggetta alla Santa Sede. Nel 2021 contava 30.000 battezzati. È retta dall'eparca Robert Saeed Jarjis.

## Territorio
L'eparchia estende la sua giurisdizione su tutti i fedeli caldeo-cattolici del Canada.
Sede eparchiale è la città di Toronto, dove, nel quartiere di North York, si trova la cattedrale del Buon Pastore (Good Shepherd Chaldean Cathedral).
Il territorio è suddiviso in 13 parrocchie.

## Storia
L'eparchia è stata eretta il 10 giugno 2011 con la bolla Qui regimen di papa Benedetto XVI. Dal 1993 la cura pastorale dei Caldei canadesi era affidata all'arcivescovo Hanna Zora in qualità di responsabile della comunità di Toronto, sotto la giurisdizione dell'arcivescovo latino di Toronto.

## Cronotassi dei vescovi
- Hanna Zora † (10 giugno 2011 - 3 maggio 2014 ritirato)[2]
- Emmanuel Hana Shaleta (15 gennaio 2015 - 9 agosto 2017 nominato eparca di San Pietro Apostolo di San Diego dei Caldei)[3]
- Bawai Soro (31 ottobre 2017 - 11 settembre 2021 dimesso)
- Robert Saeed Jarjis, dall'11 settembre 2021

## Statistiche
L'eparchia nel 2021 contava 30.000 battezzati.
| anno | popolazione | popolazione | popolazione | presbiteri | presbiteri | presbiteri | presbiteri                | diaconi | religiosi | religiosi | parrocchie |
| anno | battezzati  | totale      | %           | numero     | secolari   | regolari   | battezzati per presbitero | diaconi | uomini    | donne     | parrocchie |
| ---- | ----------- | ----------- | ----------- | ---------- | ---------- | ---------- | ------------------------- | ------- | --------- | --------- | ---------- |
| 2012 | 18.500      | ?           | ?           | 7          | 7          | -          | 2.642                     | 75      | 40        | -         | 8          |
| 2013 | 18.668      | ?           | ?           | 7          | 7          | -          | 2.666                     | 40      | -         | -         | 8          |
| 2016 | 31.716      | ?           | ?           | 1          | 1          | -          | 31.716                    | 106     | 2         | -         | 11         |
| 2019 | 30.000      | ?           | ?           | 5          | 4          | 1          | 6.000                     | 4       | 1         | -         | 10         |
| 2021 | 30.000      | ?           | ?           | 13         | 12         | 1          | 2.307                     | 4       | 1         | -         | 13         |